# Resistència siriana
La Resistència Síria (àrab: المقاومة السورية, al-Muqāwama as-Sūriyya) anteriorment coneguda com a Front Popular per a l'Alliberament del Liwa d'İskenderun (àrab: الجبهة الشعبية لتحرير لواء اسكندرون, al-Jabha ax-Xaʿbiyya li-Taḥrīr Liwāʾ Iskandarūn) és un grup armat sirià pro-governamental que participa en la guerra civil i opera al nord-oest del país. Es defineix ideològicament com a marxista-leninista.

## Història
El grup està dirigit per Mihraç Ural, un membre de la comunitat alauita de Turquia nacionalitzat sirià, que va liderar una cèl·lula insurgent clandestina a la província de Hatay vinculada al DHKP-C. L'actual Resistència Siriana està operativa des de l'any 2011, recolzant en tot moment al govern de Baixar al-Àssad, cooperant amb les Forces Armades de Síria així com amb les milícies pro-governamentals de la Força de Defensa Nacional, de Hesbol·là, i del Partit Social Nacionalista Sirià.